# Khanom jeen
Le khanom jeen ou khanom chin (thaï : ขนมจีน, API : [kʰā.nǒm t͡ɕīːn]) est un plat thaïlandais composé de nouilles de riz (vermicelles de riz) servies avec une sauce de poisson au curry.

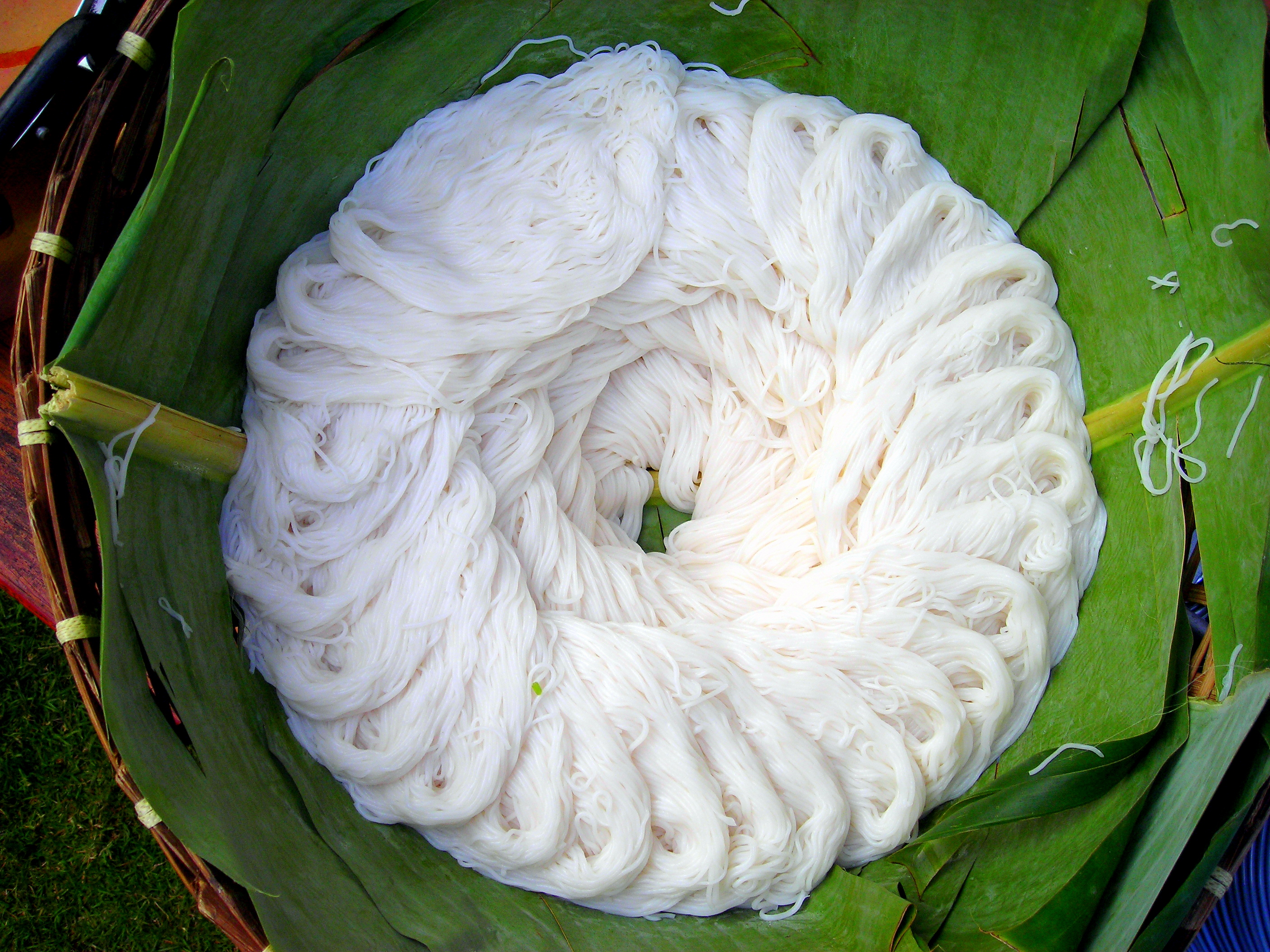
Vermicelles de riz.